# Delaware-Effekt
Der Delaware-Effekt bezeichnet einen Effekt im Standortwettbewerb der US-amerikanischen Bundesstaaten um die attraktivste gesellschaftsrechtliche Rechtsordnung.

## Bedeutung
Die Bundesstaaten der USA können die Eintragung einer Gesellschaft mit einer jährlichen Inkorporationssteuer (franchise tax) belegen, was die Anziehung von Gesellschaften insbesondere für kleinere Bundesstaaten zu einer lukrativen Einnahmequelle macht. Außerdem kann eine Gesellschaft unabhängig von ihrem tatsächlichen Sitz in dem Bundesstaat gegründet werden, dessen Recht die Gründer präferieren.
Dieser Umstand führte in Delaware, dem zweitkleinsten Bundesstaat im Nordosten der Vereinigten Staaten mit knapp einer Million Einwohnern, zu einem sehr liberalen Gesellschaftsrecht, dem Delaware General Corporation Law und einer gleichzeitigen Absenkung der Unternehmenssteuern. In der Folge ließen sich 850.000 Unternehmen in diesem Staat registrieren, beispielsweise unter der Adresse des Corporation Trust Center in Wilmington, darunter auch namhafte Firmen wie The Coca-Cola Company, General Motors oder Google und deutsche DAX-Konzerne wie Daimler, Continental oder Bosch. Mehr als die Hälfte aller börsennotierten Unternehmen der USA sowie 63 % der Fortune Global 500 haben ihren Rechtssitz (Briefkastenfirma) in Delaware, obwohl sie dort nicht produzieren.
Zunächst als Race to the bottom kritisiert, herrscht seit den 1990er Jahren eine positivere Sicht vor. Der Delaware-Effekt sei als race to the top zu betrachten, da den Aktionären in Delaware spezialisierte Anwälte und Richter mit besonderer Expertise zur Verfügung stünden sowie ein ausgefeiltes Gesellschaftsrecht mit Präzedenzfällen zu fast jeder Rechtsfrage. Der Gesetzgeber in Delaware werde bemüht sein, das Gesellschaftsrecht auch weiterhin attraktiv zu gestalten.

## Europa
In der Europäischen Union ist seit der Entscheidung des Europäischen Gerichtshofs (EuGH) Polbud der Wettbewerb um die Vermeidung regulatorischer Gesetzgebung eröffnet. Der EuGH betont darin den Vorrang der Binnenmarktfreiheiten vor allen nationalen Schutz- und Regulierungsvorschriften. Es stelle  keinen Missbrauch dar, wenn eine Gesellschaft ihren Sitz nach dem Recht eines Mitgliedstaats begründet, um in den Genuss günstigerer Rechtsvorschriften zu kommen.  Rechtsformenwechsel zur Vermeidung regulatorischer Schutz- und Mitbestimmungsvorschriften seien somit Teil des europäischen Verfassungsmodells.
In Deutschland konkurrierte bis zum Brexit hauptsächlich die britische Gesellschaftsform Limited in Form einer Scheinauslandsgesellschaft mit der deutschen GmbH. Als Reform der GmbH wurde im Zuge des Gesetzes zur Modernisierung des GmbH-Rechts und zur Bekämpfung von Missbräuchen (MoMiG) die Unternehmergesellschaft (haftungsbeschränkt) eingeführt, um im Wettbewerb um die attraktivste Unternehmensform auf dem europäischen Binnenmarkt konkurrenzfähig zu bleiben. Parallel dazu soll die Europäische Privatgesellschaft (lateinisch Societas Privata Europaea, SPE) als Rechtsform einer europäischen Kapitalgesellschaft für kleine und mittlere Unternehmen eingeführt werden.
Zwischen den deutschen oder den österreichischen Bundesländern ist ein derartiger Wettlauf ausgeschlossen, da es jeweils ein bundesweit einheitliches  Handels- bzw. Unternehmensgesetzbuch gibt. 